# Bomaanslagen tijdens de marathon van Boston op 15 april 2013

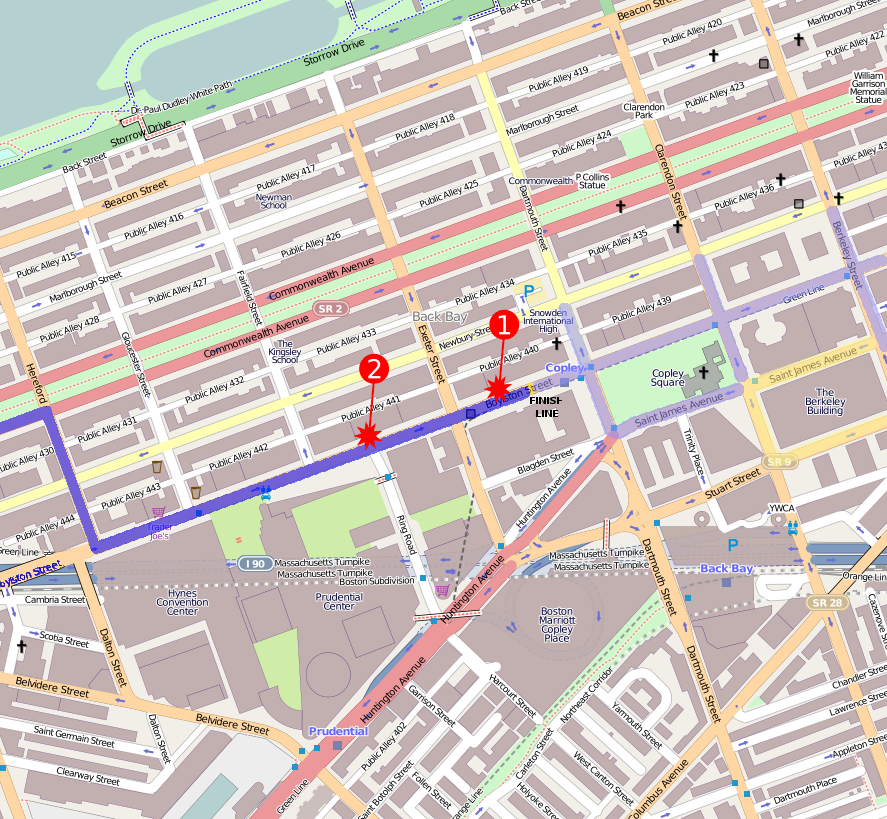
De twee locaties van de bomaanslagen in Boylston Street.

Op 15 april 2013 vonden er bomaanslagen tijdens de marathon van Boston plaats. Er waren twee explosies, beide op de trottoirs van Boylston Street in Boston, vlak voor de finishlijn van de marathon.

## Chronologie
De twee explosies vonden plaats rond kwart voor drie plaatselijke tijd (EDT) nabij het parcours van de marathon, twee uur nadat de winnaars de finish waren gepasseerd. Er werden twee explosies gehoord bij Copley Square, vlak bij de fotobrug die de finishlijn markeert. De klok van de marathon stond op 04:09.43 ten tijde van de eerste explosie. De tweede explosie vond zo'n 20 seconden later plaats, ongeveer 100 meter terug langs het parcours.
260 mensen raakten gewond en er vielen ten minste drie doden. De marathon, die nog steeds aan de gang was, werd gestopt, evenals de metro in de buurt. Het nabijgelegen Lenox Hotel werd geëvacueerd.
Een van de bommen bestond uit explosieven in een hogedrukpan, de bom was verstopt in een zwarte rugzak. In de pan waren metaalscherven, spijkers en stalen kogels gestopt om zo veel mogelijk schade te veroorzaken.
Tijdens de aanslag waren teams met politiehonden bij de finish voor een oefening om te zoeken naar mogelijke bommen.

## Daders
Sociale media werden na deze aanslag voor het eerst op grote schaal door de FBI ingeroepen om beelden aan te leveren en te analyseren. Diverse koppels van toeschouwers met rugzakken werden geobserveerd en foto's ervan werden op online fora gepost. Door de beelden van timestamps te voorzien kon hun gedrag worden geanalyseerd.
Op donderdag 18 april kreeg de FBI twee verdachten in het vizier en werden beelden van hen gepubliceerd. Op 19 april werd bekend dat de verdachten twee broers uit Cambridge (een voorstad van Boston) zijn. Op de avond van 18 april schoten zij op de campus van MIT een 26-jarige agent van de campuspolitie dood, waarna ze vluchtten in een gestolen auto.
In de nacht van 18 op 19 april trof de politie de twee jonge mannen aan in Watertown (ook een voorstad van Boston), waarna de oudere broer, de 26-jarige Tamerlan Tsjarnajev, het vuur op de agenten opende. Na een vuurgevecht, waarbij door de broers met explosieven werd gegooid, werd hij gewond afgevoerd naar het ziekenhuis en overleed daar aan zijn verwondingen. De jongere broer, de 19-jarige Dzjochar Tsarnajev, wist te ontkomen in een andere auto. Hij werd op 19 april rond 20.45 uur lokale tijd ingerekend, na een klopjacht van bijna 23 uur. De laatste uren had hij zich schuilgehouden in een boot in een tuin achter een huis in Watertown.
Een oom van de vermoedelijke daders gaf in een interview met CBS aan dat de mannen sinds 2003 in de Verenigde Staten woonden en naar het land waren gekomen als Tsjetsjeense vluchtelingen uit Dagestan.
Op 15 mei 2015 werd Dzjochar Tsarnajev veroordeeld tot de doodstraf door toediening van een dodelijke injectie. Tot de executiedatum is vastgelegd, wordt Tsarnajev gedetineerd in ADX Florence in Colorado. Op 23 december 2024 werden de doodstraffen van 37 van de 40 terdoodveroordeelden op federaal niveau door president Biden omgezet in levenslang. Tsarnajev was een van de drie wiens terdoodveroordeeling niet werd omgezet in levenslang.

## In media
In de film Patriots Day uit 2016, met onder anderen Mark Wahlberg, Kevin Bacon, John Goodman en J.K. Simmons in de hoofdrollen, worden de gebeurtenissen van de bomaanslagen weergegeven.